# Neivamyrmex pseudops
Neivamyrmex pseudops es una especie de hormiga guerrera del género Neivamyrmex, subfamilia Dorylinae. 

## Distribución
Esta especie se encuentra en Argentina, Bolivia, Brasil, Panamá y Paraguay.